# Jules Van Dorpe
Jules Van Dorpe (Deinze, 12 november 1856 - Menton, 29 december 1902) was een Belgische officier en tweede in rang in de Congo-Vrijstaat. Tijdens zijn bezoeken aan België was hij een veelgevraagd spreker en zijn voordrachten trokken vaak tot 1000 geïnteresseerden.

## Leven
Van Dorpe, in 1856 geboren te Deinze als zoon van Désiré Van Dorpe, een politieagent, en Justina Onderbeke, diende van 1888 tot 1901 als officier in het achtste linieregiment van de Force Publique in de Congo-Vrijstaat. Hij was verantwoordelijk voor de coördinatie van het transport van goederen tussen de havenstad Matadi en Leopoldville. Voor de voltooiing van de spoorlijn tussen die twee steden was dit een hachelijke onderneming en Van Dorpe maakte dankzij de logistieke successen die hij daar boekte al snel indruk op zijn superieuren en carrière. In 1895 werd hij gepromoveerd to commandant. Van de inheemse bevolking kreeg hij de bijnaam "Magema" ("actieve persoon").
Telkens Van Dorpe in België was, werd hij veel gevraagd als spreker. Niet zelden werd hij opgewacht door een fanfare en het voltallige gemeentebestuur. 
Van Dorpe was getrouwd met Augustine Swinnens. Atypisch voor die tijd was dat hij, in 1898, zijn echtgenote meenam naar Congo. In 1901 keerde hij terug naar België. Een jaar later overleed hij in Frankrijk ten gevolge van ziektes die hij in Congo had opgelopen.

## Onderscheidingen
Van Dorpe werd benoemd tot Ridder in de Leopoldsorde en officier van de Koninklijke Orde van de Leeuw. Het "Vlaemsch Gezelschap" in Deinze maakte hem tot erelid en de "Maatschappij Oud Wapenbroeders" benoemde hem tot erevoorzitter.

## Gedenkzuil
In 1908, zes jaar na zijn overlijden, werd in Deinze op het Neerleieplein een gedenkzuil opgericht voor Van Dorpe. Het Neerleieplein werd omgedoopt tot Kongoplein door burgemeester Eduard Galens die de woorden "Gans Deinze juicht en jubelt" liet optekenen. De krant De Deinsche Burger noemde Van Dorpe een "Edele dienaar van ons schone Belgenland". 
De zuil, vervaardigd door Louis Pierre Van Biesbroeck bevat een bronzen medaillon met de beeltenis van Van Dorpe. Oorspronkelijk zat er voor de zuil een levensgroot beeld van een Congolees met Kongovlag in de hand, maar tijdens de Eerste Wereldoorlog werd dit beeld door de Duitse bezetter geconfisqueerd en omgesmolten.